# Alaptus malchinensis
Alaptus malchinensis är en stekelart som beskrevs av Soyka 1948. Alaptus malchinensis ingår i släktet Alaptus och familjen dvärgsteklar.
Artens utbredningsområde är Tyskland. Inga underarter finns listade i Catalogue of Life.